# Eddie Adams

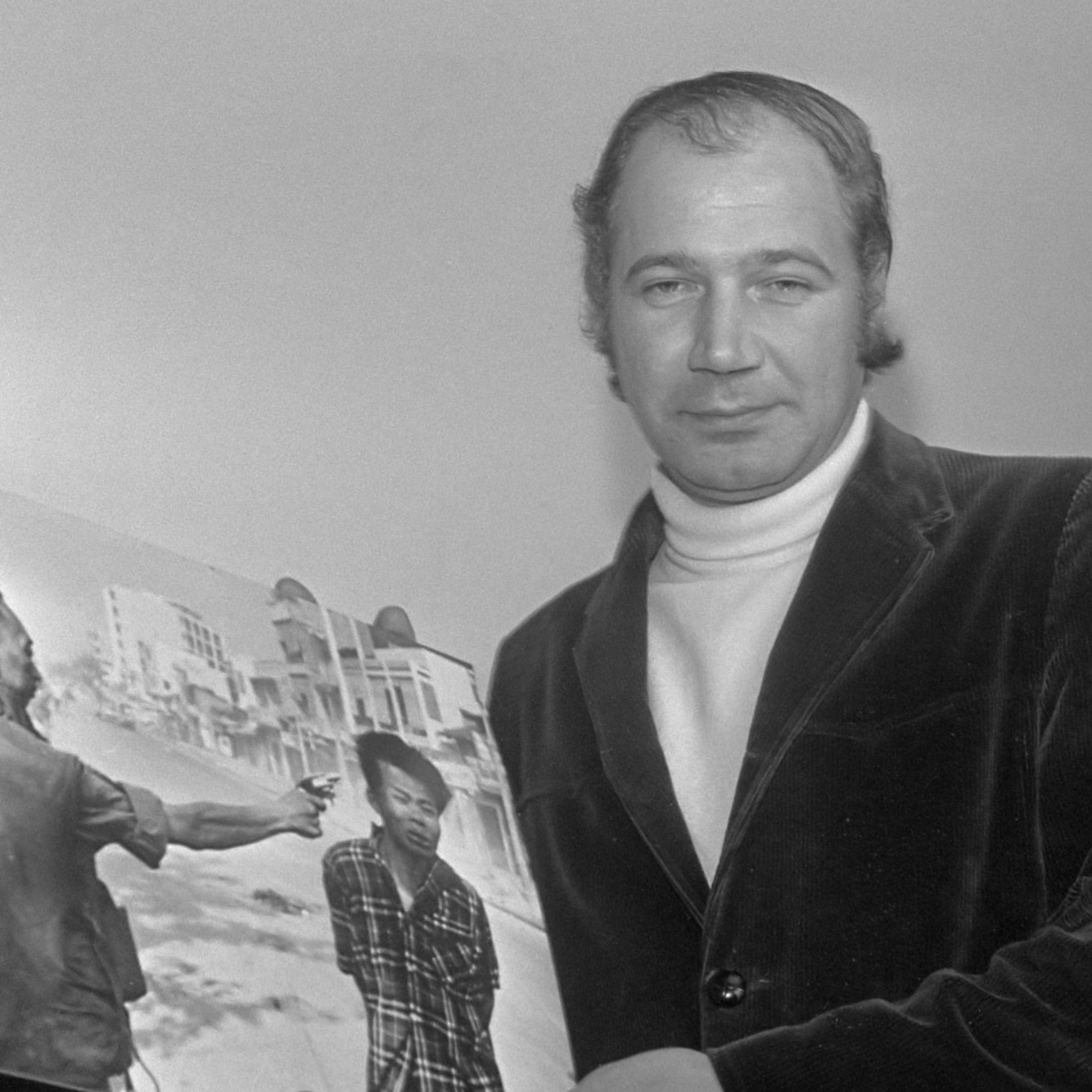
Eddie Adams

Eddie Adams (ur. 1933, zm. 2004) – amerykański fotograf i fotoreporter.
Zdobywca Nagrody Pulitzera w 1969 za zdjęcie przedstawiające egzekucję na oficerze Vietcongu Nguyễn Văn Lémie dokonaną przez szefa policji Wietnamu Południowego Nguyễn Ngọc Loana.